# Fond-des-Blancs
Fond-des-Blancs (Haitianisch-Kreolisch Fondeblan) ist eine Gemeinde im Département Sud von Haiti.

## Geschichte
In der Gegend der heutigen Stadt Fond-des-Blancs („Grund oder Boden der Weißen“) waren polnische Soldaten im französischen Dienst stationiert, die sich in dem Unabhängigkeitskrieg von 1804 weigerten, gegen die Schwarzen zu kämpfen, da sie die Grundsätze der Freiheit unterstützten.
Bevor Fond-des-Blancs im Jahr 2015 zu einer eigenständigen Gemeinde erhoben wurde, war es der neunte Gemeindebezirk von Aquin.

## Lage und Beschreibung
Neben dem Ortszentrum Ville de Fond-des-Blancs besteht der ländliche Gemeindebezirk Franchipagne.
Die Route Départementale RD-202 führt von Fond-des-Blancs aus südlich zur Küste der Karibischen Meers, wo sie nach 13 Kilometern auf die Küstenstraße RD-208 trifft. Im Norden ist Miragoâne und die Route Nationale RN-2 rund 27 Kilometer entfernt.
Die amerikanische Hilfsorganisation Health Equity International unterhält ein Krankenhaus in Fond-des-Blancs.